# Auvers-Saint-Georges
Auvers-Saint-Georges is een gemeente in het Franse departement Essonne (regio Île-de-France) en telt 1059 inwoners (1999). De plaats maakt deel uit van het arrondissement Étampes.

## Geografie
De oppervlakte van Auvers-Saint-Georges bedraagt 13,1 km², de bevolkingsdichtheid is 80,8 inwoners per km².
De onderstaande kaart toont de ligging van Auvers-Saint-Georges met de belangrijkste infrastructuur en aangrenzende gemeenten.

## Demografie
Onderstaande figuur toont het verloop van het inwonertal (bron: INSEE-tellingen).